# غابرييل هاو
غابرييل هاو (بالإنجليزية: Gabrielle Haugh)‏ هي ممثلة وعارضة أمريكية ولدت في 7 يناير 1996،أشتهرت بدور جاد ميشيل في مسلسل أيام حياتنا.

## وصلات خارجية
- غابرييل هاو على موقع IMDb (الإنجليزية)
- غابرييل هاو على موقع قاعدة بيانات الفيلم (الإنجليزية)